# Ardisia pingbienensis
Ardisia pingbienensis Y.P.Yang – gatunek roślin z rodziny pierwiosnkowatych (Primulaceae). Występuje naturalnie w Chinach – w południowo-zachodnim Junnanie. 

## Morfologia
PokrójZimozielony krzew dorastający do 0,5 m wysokości, tworzący rozłogi.
LiścieBlaszka liściowa ma lancetowaty kształt. Mierzy 9–19 cm długości oraz 2–5 cm szerokości, jest ząbkowana na brzegu, ma klinową nasadę i spiczasty wierzchołek. Ogonek liściowy jest owłosiony i ma 3,5–7,5 cm długości.
KwiatyZebrane w wiechach przypominających baldachy o długości 5,5–7,5 cm, wyrastają niemal na szczytach pędów. Mają działki kielicha o owalnym kształcie i dorastające do 2 mm długości. Płatki są owalne i mają różową barwę oraz 4 mm długości.

## Biologia i ekologia
Rośnie w lasach, na wysokości od 900 do 1000 m n.p.m.